# Garçon avec un verre et un luth
Garçon avec un verre et un luth est une peinture à l'huile sur toile de l'âge d'or de la peinture hollandaise qui a été attribuée à Frans Hals ou à Judith Leyster, peinte en 1626 et conservée au Metropolitan Museum of Art de New York.

## Peinture
Le tableau montre un jeune joueur de luth portant un béret et une cape drapée sur la poitrine, inclinant son verre en versant une dernière goutte de vin, pour montrer qu'il est vide. Il fait face au spectateur pour dire (selon une rime néerlandaise de l’époque) « Le verre est vide. Le temps est écoulé », un signal à l’aubergiste qu’il a besoin d’être resservi. Le tableau a été attribué à Hals pendant des siècles jusqu'à ce que l'historien d'art Claus Grimm le donne à quelqu'un de son cercle. Selon Hofrichter, le positionnement d'un personnage assis derrière une table est un thème typique de Leyster, et le regard vers le haut rappelle son Joueur de violon, tandis que l'application de peinture est similaire à ses Deux enfants avec un chat.

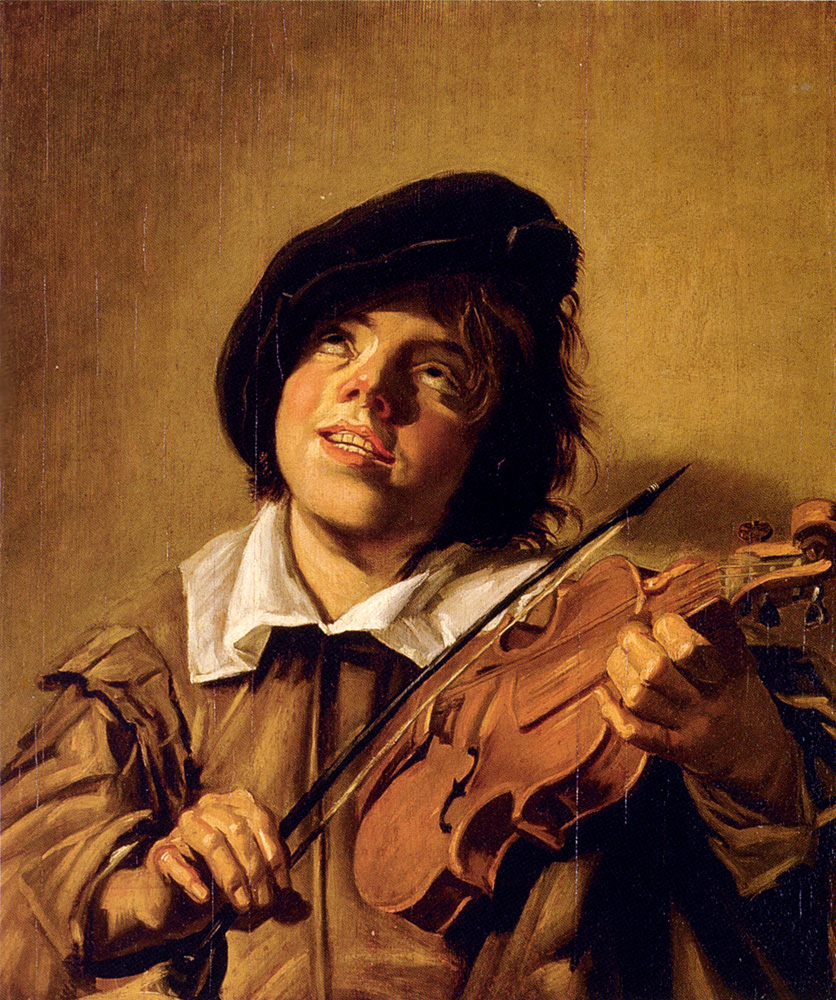
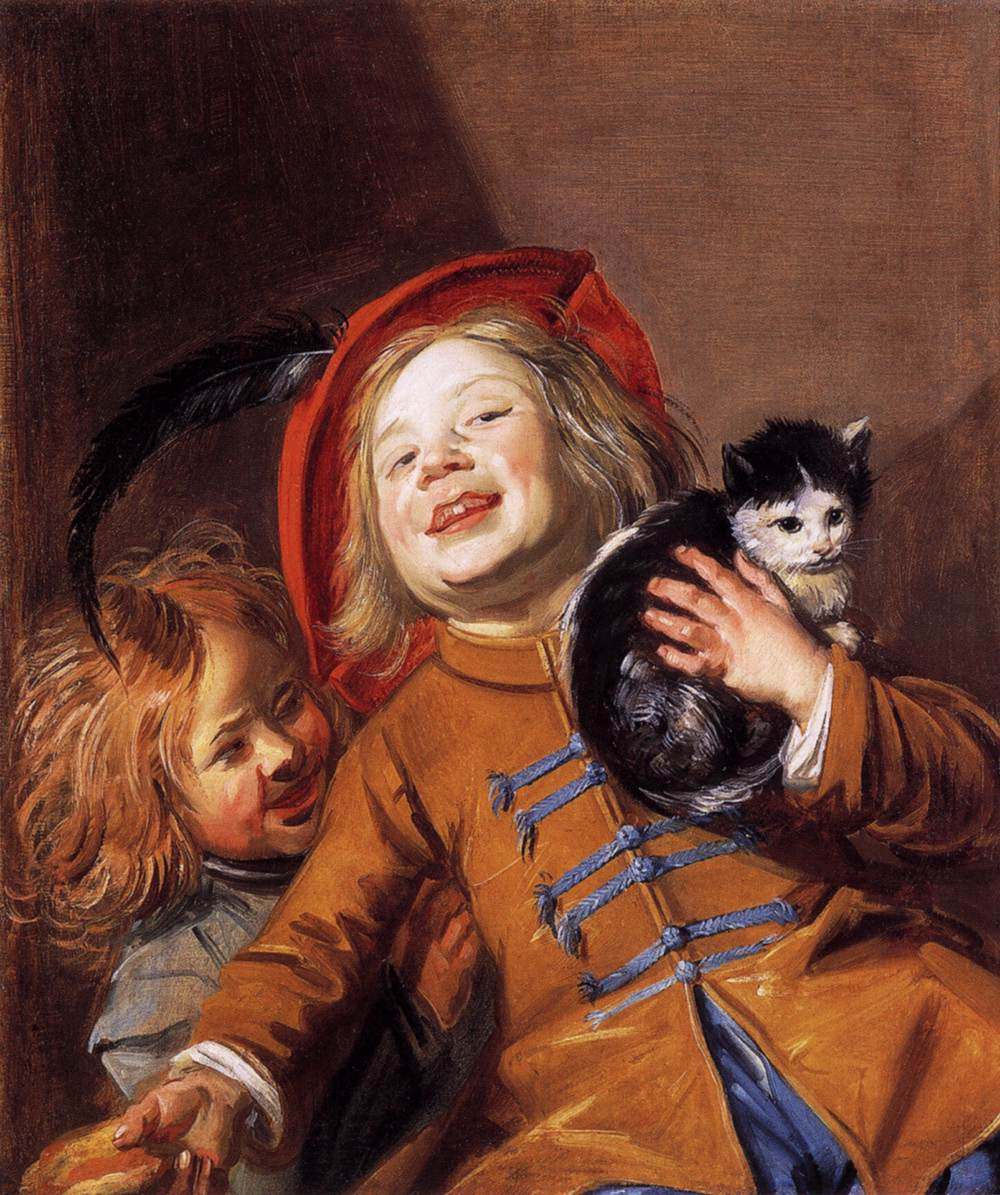

## Nom

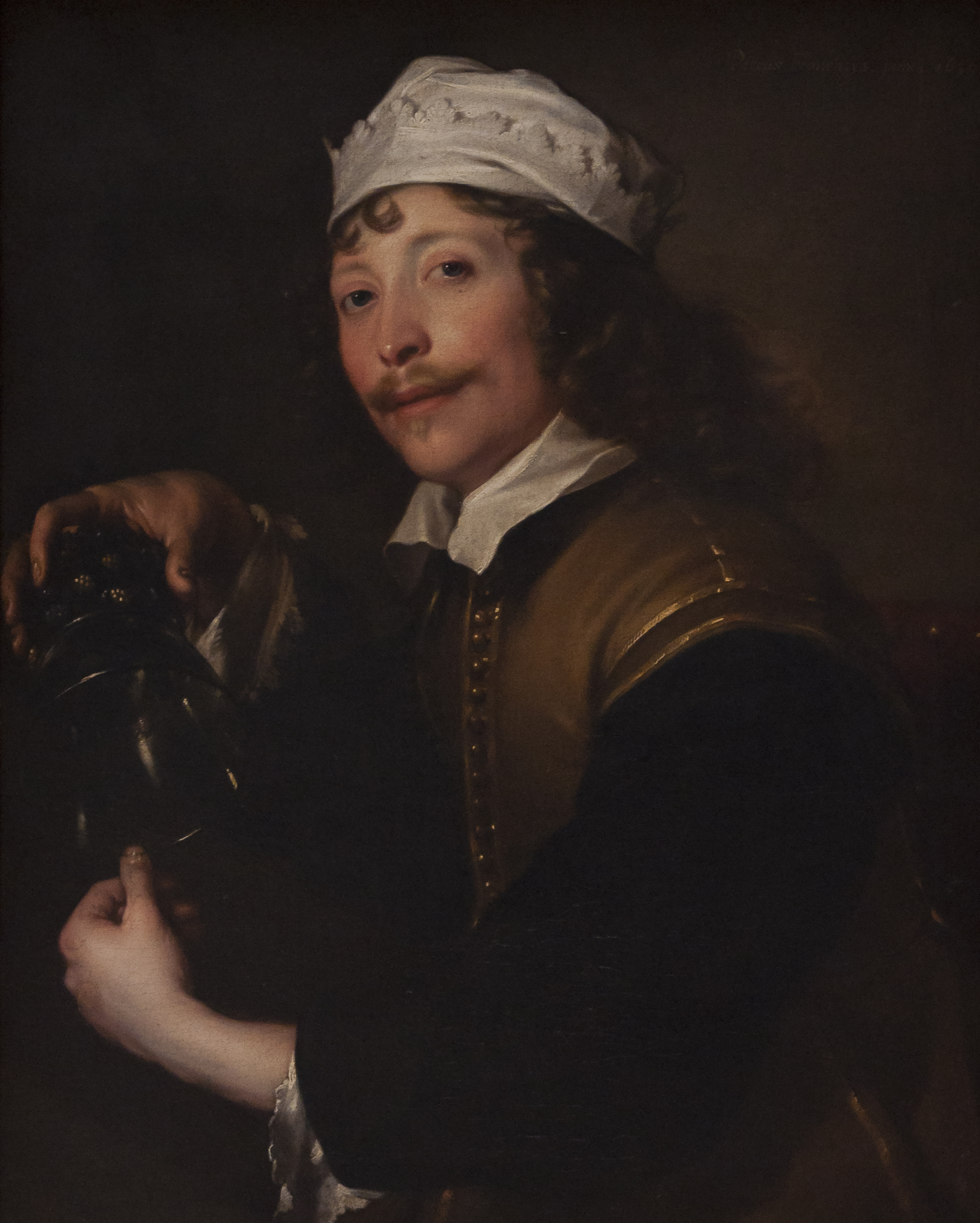
Le test des ongles de Peter Franchoys

La toile a été aussi nommée Le Test des ongles. En effet, au XVIIe siècle, le geste de renverser le verre pour voir si une goutte de vin apparaît sur un ongle était une méthode pour montrer qu'on voulait être resservi. La scène est souvent représentée avec des personnages en costumes de théâtre.
Dans son catalogue de 1910 des œuvres de Frans Hals, Hofstede de Groot nota que ce tableau pouvait être le même qu'un tableau vendu à Rotterdam en 1825.
Ce tableau pourrait être lié au Jeune homme tenant un crâne dans lequel un garçon porte également un béret et une cape drapée, et est également similaire à un tableau du même nom, Garçon au verre et au luth (Guilhall Art Gallery, Londres).

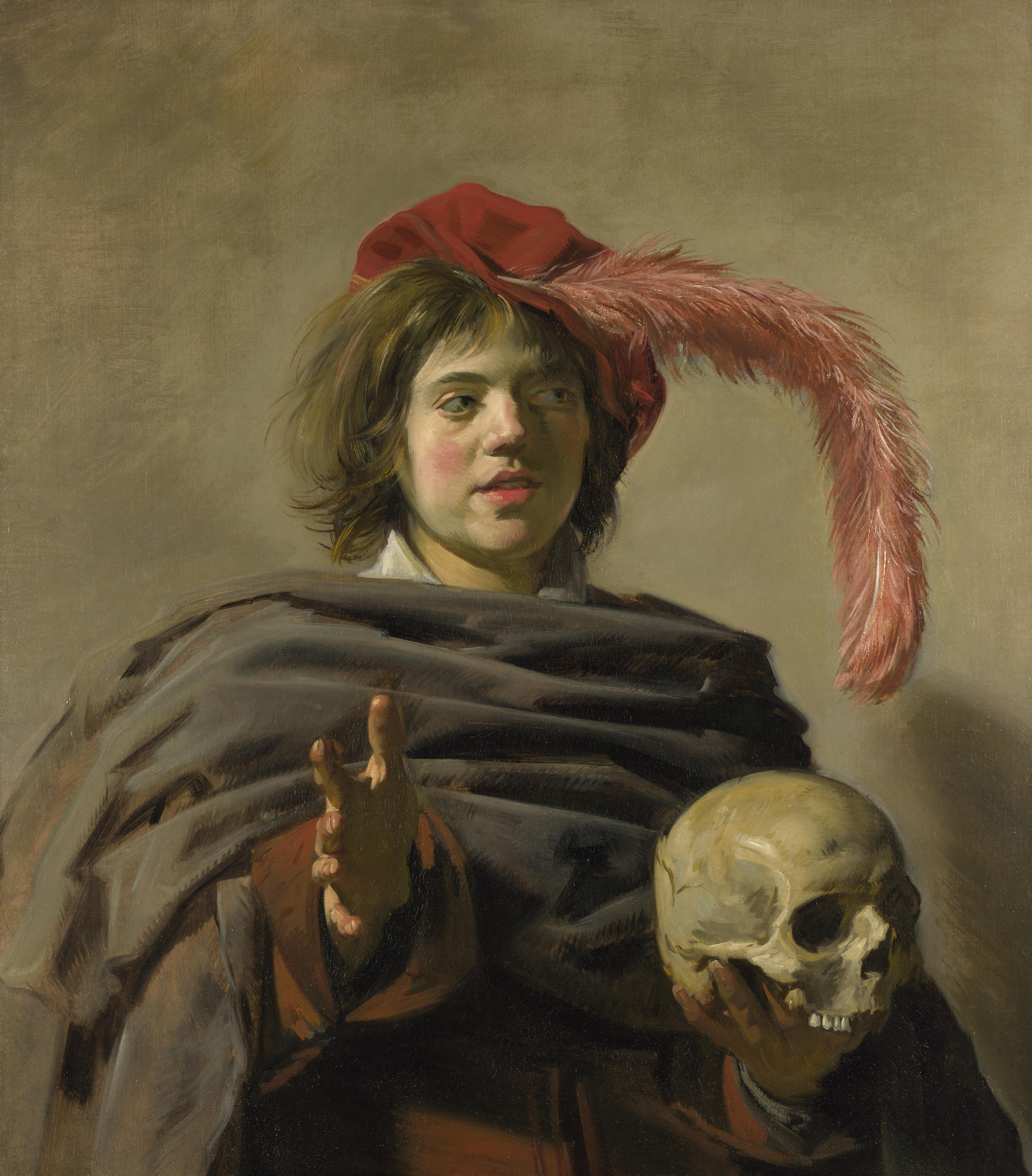
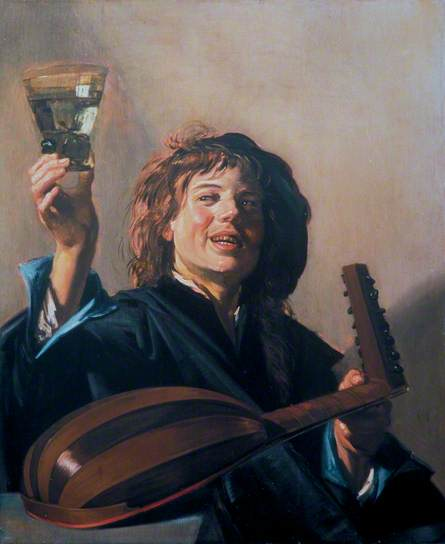